# Сијера Виста Саутист (Аризона)
Сијера Виста Саутист (енгл. Sierra Vista Southeast) насељено је место без административног статуса у америчкој савезној држави Аризона.

## Демографија
По попису из 2010. године број становника је 14.797, што је 449 (3,1%) становника више него 2000. године.
| Група             | 2000.          | 2010.          |
| Белци             | 10.857 (75,7%) | 11.249 (76,0%) |
| Афроамериканци    | 315 (2,2%)     | 259 (1,8%)     |
| Азијати           | 259 (1,8%)     | 231 (1,6%)     |
| Хиспаноамериканци | 2.308 (16,1%)  | 2.612 (17,7%)  |
| Укупно            | 14.348         | 14.797         |